# Stefan Tobiasz Aszkenaze
Stefan Tobiasz Aszkenaze, właśc. Tobiasz Aschkenase (ur. 18 października 1863 we Lwowie, zm. 10 stycznia 1920 we Lwowie) – działacz polityczny, adwokat. 

## Życiorys
Od 1893 adwokat we Lwowie, od 1910 prezes Izby Adwokackiej. Jeden z przywódców żydowskiego ruchu asymilatorskiego w Galicji. W 1909 został wybrany III wiceprezydentem Lwowa jako reprezentant ludności żydowskiej. Od 1909 był także członkiem Rady Nadzorczej lwowskiej filii Wiedeńskiego Banku Związkowego, w roku 1911 został współzałożycielem Polskiego Stronnictwa Postępowego. W latach 1913–1914 poseł do galicyjskiego Sejmu Krajowego, w 1919 prezes Żydowskiego Komitetu Ratunkowego.